# Povodí Ohře
Povodí Ohře je povodí řeky 2. řádu a je součástí povodí Labe. Tvoří je oblast, ze které do řeky Ohře přitéká voda buď přímo nebo prostřednictvím jejích přítoků. Jeho hranici tvoří rozvodí se sousedními povodími. Na jihu je to povodí Dunaje a povodí Vltavy, na západě povodí Rýna a na severu povodí Sály, povodí Muldy a povodí Bíliny. Na východě jsou to pak povodí menších levostranných přítoků Labe. Nejvyšším bodem povodí je s nadmořskou výškou 1 244 metrů Klínovec v Krušných horách. Rozloha povodí je 5 614 km², z čehož 4 601 km² je na území Česka a 1 013 km² na území Německa.

## Správa povodí
Na území Česka se správou zabývá státní podnik Povodí Ohře.

## Dílčí povodí
| povodí            | rozloha km² | nejvyšší bod | nadm.výška m | odtékající řeka | průtok v ústí m³/s |
| ----------------- | ----------- | ------------ | ------------ | --------------- | ------------------ |
| Povodí Odravy     | 497,5       | Dyleň        | 940,0        | Odrava          | 3,95               |
| Povodí Blšanky    | 482,5       | ...          | ...          | Blšanka         | 1,05               |
| Povodí Teplé      | 384,9       | ...          | ...          | Teplá           | 2,49               |
| Povodí Liboce     | 340,1       | ...          | ...          | Liboc           | 1,55               |
| Povodí Svatavy    | 297,5       | ...          | ...          | Svatava         | 3,70               |
| Povodí Chomutovky | 185,7       | ...          | ...          | Chomutovka      | 1,02               |
| Povodí Bystřice   | 164,1       | Klínovec     | 1244,0       | Bystřice        | 2,00               |
| Povodí Rolavy     | 137,3       | ...          | ...          | Rolava          | 2,35               |
| Povodí Plesné     | 112,6       | ...          | ...          | Plesná          | 0,99               |